# Inscripción de Teodoto
 La Inscripción de Teodoto es la inscripción más antigua conocida de una sinagoga. Fue encontrada por Raymond Weill en 1913, en la zona de Jerusalén conocida como Ciudad de David.

## Descubrimiento
La inscripción se encontró durante las excavaciones de Weill, en una cisterna catalogada como "C2". La cisterna estaba llena de escombros y restos de un edificio.

## Inscripción

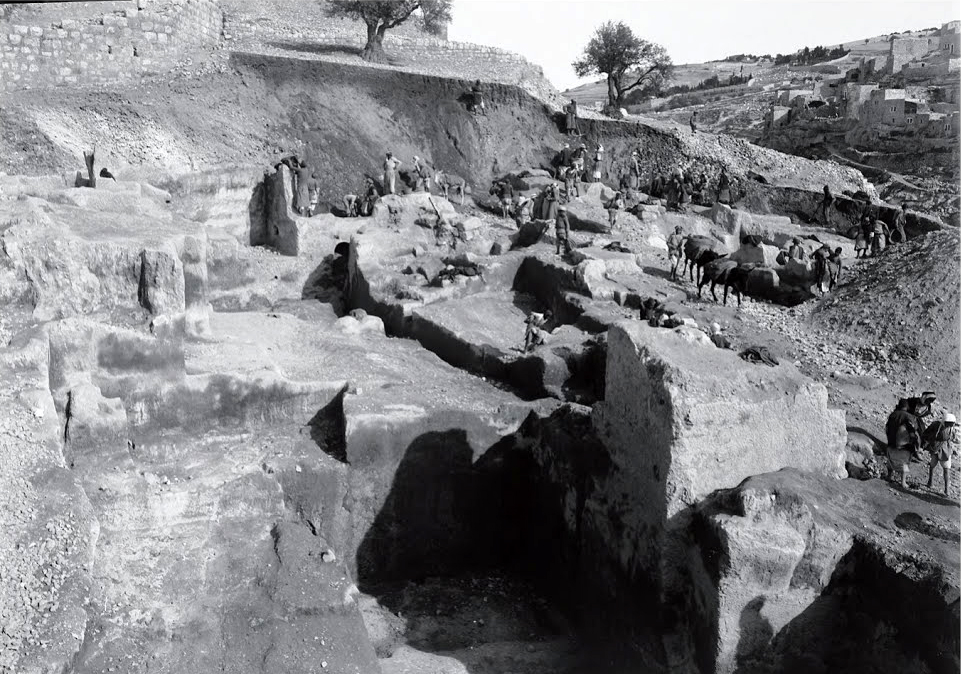
Excavaciones de Raymond Weill, Jerusalén, 1913.

### Texto griego
1. ΘΕΟΔΟΤΟΣ ΟΥΕΤΤΗΝΟΥ ΙΕΡΕΥΣ ΚΑΙ
2. ΑΡΧΙΣΥΝΑΓΩΓΟΣ ΥΙΟΣ ΑΡΧΙΣΥΝ (ΑΓΩ)
3. Γ (Ο) Υ ΥΙΩΝΟΣ ΑΡΧΙΣΥΝ (Α) ΓΩΓΟΥ ΩΚΟ
4. ΔΟΜΗΣΕ ΤΗΝ ΣΥΝΑΓΩΓ (Η) Ν ΕΙΣ ΑΝ (ΑΓ) ΝΩ
5. Σ (ΙΝ) ΝΟΜΟΥ ΚΑΙ ΕΙΣ (Δ) ΙΔAΧ (Η) Ν ΕΝΤΟΛΩΝ
6. ΤΟΝ ΞΕΝΩΝΑ ΚΑ (Ι TΑ) ΔΩΜΑΤΑ ΚΑΙ ΤΑ ΧΡΗ
7. Σ (Τ) ΗΡΙΑ ΤΩΝ ΥΔΑΤΩΝ ΕΙΣ ΚΑΤΑΛΥΜΑ ΤΟΙ
8. Σ (Χ) ΡΗΖΟΥΣΙΝ ΑΠΟ ΤΗΣ ΞΕ (Ν) ΗΣ ΗΝ ΕΘΕΜΕ
9. Λ (ΙΩ) ΣΑΝ ΟΙ ΠΑΤΕΡΕΣ (Α) ΥΤΟΥ ΚΑΙ ΟΙ ΠΡΕ
10. Σ (Β) ΥΤΕΡΟΙ ΚΑΙ ΣΙΜΩΝ (Ι) ΔΗΣ

### Transcripción
Th[e]ódotos Ouettínou, ierèfs kaí | a[r]chisynágogos, yiós archisyn[agó]|g[o]y, yionós archisyn[a]gógou, oko|dómise tín synagog[í]n eis an[ágn]o||s[in] nómou kaí eis [d]idach[í]n entolón, kaí t[ó]n xenóna, ka[í tá] dómata kaí tá chri|s[t]íria tón ydáton eis katályma toí|s [ch]rízousin apó tís xé[n]is, ín etheme|l[ímo]san oi patéres [a]ytoú kaí oi pre||s[v]ýteroi kaí Simon[í]dis. 

### Traducción
Teodoto, hijo de Vetenus, sacerdote y jefe de la sinagoga (archisynagōgos), hijo de jefe de sinagoga y nieto de jefe de sinagoga, construyó la sinagoga para la lectura de la ley y para el enseñanza de los mandamientos, así como el cuarto de huéspedes, las habitaciones y los depósitos de agua, como posada para los necesitados del extranjero, la sinagoga que sus padres fundaron con los ancianos y Simónides.